# Dentofobia
Dentofobia, również Odontofobia – fobia, polegająca na obawie przed leczeniem stomatologicznym. Jest zjawiskiem powszechnym i trudnym do opanowania zarówno dla pacjentów, jak i lekarzy. Jednym ze sposobów walki z odontofobią jest stosowanie sedacji (uspokojenia) wziewnej z wykorzystaniem mieszaniny gazowej podtlenku azotu i tlenu. Około 15% osób podaje, iż strach przed dentystą jest paraliżujący i uniemożliwia wizyty u stomatologa.

## Leczenie
Sedacja wziewna podtlenkiem azotu określana jest jako stan fizycznego odprężenia, przyjemnego oszołomienia, oderwania od rzeczywistości przy jednoczesnym zachowaniu u pacjenta podstawowych odruchów i świadomości. Podczas sedacji bardzo duże znaczenie szczególnie u dzieci mają sugestie hipnotyczne. Opowiadając małemu pacjentowi, że podczas zabiegu znajduje się w bajkowym królestwie, kosmosie lub innym wymarzonym przez niego miejscu wykorzystujemy w pełni działanie podtlenku azotu. Opierając się na samym farmakologicznym działaniu podtlenku bez sugestii hipnotycznych jego skuteczność może być niewielka. Skuteczność sedacji wziewnej wynosi około 80% i zależna jest od kilku czynników, takich jak doświadczenie lekarza, podatność pacjenta na tę metodę uspokojenia, wiek i konstytucja psychofizyczna pacjenta. Kwalifikacja pacjentów do sedacji wziewnej opiera się na wskazaniach i przeciwwskazaniach do jej stosowania. Metoda ta posiada wiele wskazań do których należy silny lęk przed leczeniem stomatologicznym, silny lęk przed iniekcjami, nadmierny odruch wymiotny, nadpobudliwość nerwowa, konieczność wykonywania długich i nieprzyjemnych zabiegów. Poza tym sedacja wziewna powinna być metodą z wyboru u pacjentów z astmą, padaczką, chorobami serca, nadciśnieniem krwi czy hemofilią.